# Вагнер, Ришар
Риша́р Вагне́р (фр. Richard Wagner; французское произношение: [vɑɡnɛːʁ], в русскоязычных источниках нередко указывается как Ри́чард Ва́гнер; род. 2 апреля 1957, Монреаль, Квебек, Канада) — канадский юрист, Главный судья Канады (с 2017). С 23 января  по 26 июля 2021 года одновременно являлся Администратором правительства (исполняющим обязанности генерал-губернатора) Канады.

## Биография
Родился 2 апреля 1957 года в Монреале. Дед Ришара — немецкий еврей, иммигрировавший в Канаду из Баварии. Отец — юрист Клод Вагнер, впоследствии ставший известным политиком: депутатом Национального собрания Квебека (1964—1970), членом Палаты общин Канады (1972—1978) и сенатором (1978—1979). Мать — Жизель Вагнер (урождённая Нормандо).
В 1979 году окончил юридический факультет Оттавского университета. В 1980 году стал членом Коллегии адвокатов Квебека. Работал в фирме Lavery, de Billy, где специализировался на делах, связанных с недвижимостью и страхованием профессиональной ответственности.
24 сентября 2004 года был назначен в Верховный суд Квебека от округа Монреаль. В 2011 году перешёл в вышестоящий Апелляционный суд Квебека, а год спустя стал младшим судьёй Верховного суда Канады.
18 декабря 2017 года премьер-министр Джастин Трюдо номинировал Вагнера на пост Главного судьи Канады, освободившийся после отставки Беверли Маклаклин. После назначения Вагнер также стал членом Тайного совета Королевы для Канады по должности.
С 23 января 2021 года, после отставки генерал-губернатора Жюли Пейетт и до назначения нового генерал-губернатора 26 июля 2021 года, был Администратором правительства (исполняющим обязанности генерал-губернатора), сохраняя при этом должность главного судьи.

## Личная жизнь
Женат на Кэтрин Мандевилль. Является отцом двоих детей, также юристов. Прихожанин Римско-католической церкви.